# Patogenes
Patogenes är beskrivningen av uppkomst och utveckling av sjukdom, och syftar på vilka mekanismer (till exempel virus, hormonrubbningar) som initierar sjukdomsutvecklingen. Patogenes är en direkt konsekvens av sjukdomens etiologi. Sjukdomar vilkas orsaker är oklara kallas idiopatiska.
Den organiska försämringen benämns patologisk process.
Ordet patogenes kommer av grekiskans πάθος, "lidande, och γένεσις, "ursprung", "skapelse".